# Hartwick College

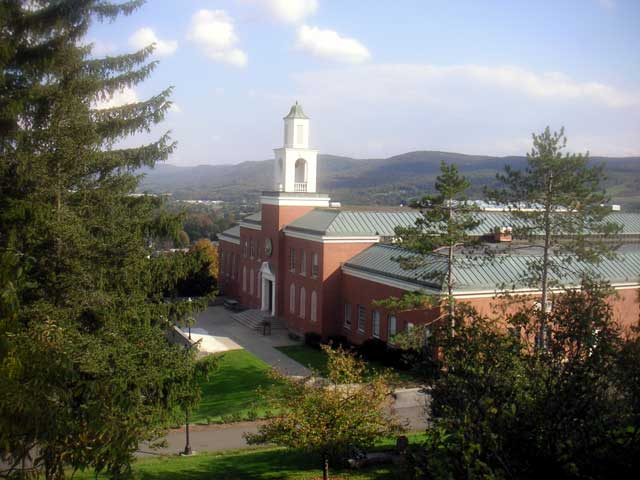
Yager Hall, Hartwick College

Hartwick College is een particulier liberal arts college in de Amerikaanse plaats Oneonta in de staat New York. Het in 1797 opgerichte college heeft ongeveer 1500 studenten en 185 faculteitsmedewerkers (waarvan 108 fulltime).
Het herenvoetbalteam en het dameswaterpoloteam van Hartwick College spelen in de hoogste divisies (Division I) van de Oostkustcompetitie van de NCAA.

## Oud-student
- Scott Adams (1957), publicist en striptekenaar (Dilbert)